# Папа Климент III
Папа Климент III (лат. Clemens III; Рим, 1130 - Рим, 27. март 1191) је био 174. папа од 26. децембра 1187. до 20. марта 1191.